# Friedrich Haagen
Friedrich Haagen (* 5. Oktober 1806 in Aachen; † 30. Oktober 1879 ebenda) war ein deutscher Lehrer und Historiker. 

## Leben und Wirken
Friedrich Haagen, Sohn angesehener Bürger, welche durch die französische Besatzung des Département de la Roer ihr Vermögen eingebüßt hatten, war dazu gezwungen, nach seinem Abitur zunächst durch Nachhilfestunden und Korrekturlesen sowie durch Spenden befreundeter Familien sein Studium zu finanzieren. Ab 1827 konnte er schließlich an der Universität Bonn Philologie bei August Ferdinand Naeke und Friedrich Gottlieb Welcker sowie Geschichte bei Eberhard Freiherr von Brandis, Karl Dietrich Hüllmann, Barthold Georg Niebuhr und Karl Joseph Hieronymus Windischmann studieren. Am meisten profitierte Haagen dabei von Niebuhr, mit dem ihn eine tiefe Freundschaft verband und dessen Werke er ebenfalls Korrekturlesen durfte und dessen Sohn Marcus von Niebuhr später einige von Haagens Kollegienheften als Referenzen für seine Veröffentlichungen verwertete.
Ab Ostern 1831 wurde Haagen zunächst als Hilfslehrer an das Aachener Jesuiten-Gymnasium berufen und übernahm darüber hinaus noch ab 1834 eine Privatlehrerstelle in der Familie des niederländischen Generals Graf de Cruquembourg. Trotz eines Angebotes, lebenslang für diese Familie zu arbeiten, trat er im Herbst 1836 an der Aachener Höheren Bürgerschule eine freie Stelle an und wurde dort 1845 zum Oberlehrer sowie 1873 zum Professor ernannt. Er unterrichtete die Fächer Geschichte und Geographie, sowie Literatur und Französisch, welches er sich erst einmal innerhalb von drei Monaten selbst beibringen musste. Zusätzlich gab er noch nebenher Privatunterricht an verschiedenen Töchterschulen sowie in Erwachsenenkursen.
Erschwerend stellte sich ab 1845 ein Rückenmarksleiden ein, welches ihn allmählich in den Rollstuhl zwang. Von seinen eigenen Schülern und seiner Tochter, die für ihn Sekretärin, Bibliothekarin und Pflegerin in einem war, betreut, konnte er den Schuldienst noch bis zum Januar 1873 durchführen. Nach seiner Pensionierung arbeitete er von zu Hause aus noch bis zu seinem Tod am 30. Oktober 1879 an zahlreichen weiteren Werken. 
Seit frühester Zeit verstand sich Haagen durch die Prägung Niebuhrs schwerpunktmäßig als versierter Heimatforscher vor allem des Frühmittel- und Hochmittelalters. So erforschte er unter anderem vor allem die Zeit Karls des Großen, die Königskrönungen in Aachen oder den Einfluss der Grafen von Jülich. Darüber hinaus fertigte er zahlreiche lokalhistorische Artikel für die 12. Auflage der Brockhaus Enzyklopädie ebenso wie für die Allgemeine Deutsche Biographie an. Für die Rheinisch-Westfälische Schulzeitung verfasste er mehrere Artikel über die Unterrichts- und Erziehungsanstalten Aachens vom Ende des 8. Jahrhunderts bis zu seiner Zeit. Ebenso wurde Haagen im Rahmen der von Bürgermeister Johann Contzen (1809–1875) veranlassten Restaurierung des Aachener Rathauses zusammen mit dem Archivar Josef Laurent (1808–1867) um seine Kenntnisse und seinen fachlichen Rat bezüglich der Ausgestaltung der Außenfront und des Kaisersaales gebeten. Schließlich war es ihm kurz vor seinem Tod noch vergönnt, für die erste Zeitschrift des im Jahre 1879 neu gegründeten Aachener Geschichtsvereins einen Aufsatz über die historische Topographie der Stadt zu schreiben.
Ferdinand Haagen war einmal verheiratet, allerdings verstarb seine Frau ebenso wie fünf seiner sieben Kinder relativ früh. Lediglich seine oben erwähnte Tochter sowie ein Sohn, welcher im niederländischen Roermond lebte und es zu einem anerkannten Chemiker gebracht hatte, haben ihn überlebt.

## Schriften (Auswahl)
- Die Majores-Domus aus dem Hause Pippins von Landen und ihre Erhebung zur königlichen Würde; 1839
- Die deutschen Heerkönige nach Einführung des Christentums bei den germanischen Völkern und die Salbung und Krönung der deutschen Könige in Achen; 1854
- Aachen und die Grafen von Jülich im 13. Jahrhundert bis zur Katastrophe vom 16./17. März 1278; 1862
- Geschichte Achens von seinen Anfängen bis zur neuesten Zeit; Band 1: Von den Anfängen bis zum Jahre 1400; Aachen, Kaatzer (Hrsg.),1873 [Buch]; Band 2: Vom Jahre 1400 – 1865; Aachen, Kaatzer (Hrsg.), 1874 [Buch] (digitalisat)
- Zerstreute Mitteilungen zur Geschichte Achens während des Mittelalters; 1874